# 참모장
참모장(參謀長, Chief of Staff)은 여단 이상의 부대에서 참모들의 최선임자 직책을 의미한다. 참모부를 구성하는 각 처부의 참모들을 통제하며, 그들의 의견을 서로 조율하는 역할을 한다. 참모장이 배치되는 위치는 지휘부이다.

## 참모장 계급
- 야전군 이상 참모장 : 소장 ~ 중장 (군 사령관 : 대장)[1]
- 군단 참모장 : 준장 (군단장 : 중장)
- 사단 참모장 : 대령 (사단장 : 소장 또는 준장)
- 여단 참모장 : 대령 혹은 중령 (여단장 : 준장 또는 대령)